# 하야시마정
하야시마정(일본어: 早島町)은 일본 오카야마현 중앙부에 있는 쓰쿠보군의 정이다.
현청 소재지인 오카야마시와 현내 2위 도시 구라시키시에 사방이 둘러싸여 있어 쌍방의 주택 지역으로 기능하고 있다. 옛날에는 섬이었으나 간척으로 현재의 지형이 되었다. 정내에서는 특히 골풀의 재배와 다다미오모테의 제조가 번성했지만 현재는 쇠퇴하고 있다.

## 지리
면적은 현내 자치체 중에서 최소인 반면 인구밀도는 현내 최대이다. 이름대로 무로마치 시대 이전에는 섬이었지만 간척에 의해 육지가 되었다. 남부는 간척지로 오카야마 평야의 일부를 형성하고 중앙부는 일찍이 섬이었던 구릉이 있다. 북부도 구릉이며 오카야마시와 일체화한 오카야마현 종합유통센터, 민간 유통단지, 독립행정법인 국립병원기구 미나미오카야마 의료센터 등이 입지한다. 서일본 여객철도 우노선(세토오하시선)을 통해 연결된 오카야마시와의 관계가 깊지만 경찰서 관할구역이나 현립 고등학교의 학구 등은 구라시키시(야오, 히카사야마, 와카미야는 오카야마시)와 같은 구역으로 구분된다.

## 역사
- 에도 시대 - 하타모토 하야시마 도가와씨 3천 석의 진야가 놓였다.
- 1889년 6월 1일 - 하야시마촌, 야오촌, 마에가타촌이 합병해 하야시마촌이 되었다.
- 1896년 2월 26일 - 정으로 승격해 하야시마정이 되었다.

## 교통

### 철도
- 서일본 여객철도 우노선(세토오하시선)

### 도로
- 세토추오 자동차도(일본어판)
- 국도 2호선